# منتخب روسيا لكرة السلة 3x3 للسيدات
منتخب روسيا لكرة السلة 3x3 للسيدات هُو مُنتخب روسيا الاتحادية الوطني في رياضة كرة السلة 3×3 للسيدات. حاز المُنتخب على الميدالية الفضية خلال مُشاركته في دورة الألعاب الأولمبية الصيفية 2020 في طوكيو.

## الألعاب الأولمبية
| السنة      | النتيجة النهائية | المُباريات الملعوبة | فوز | خسارة |
| ---------- | ---------------- | ------------------ | --- | ----- |
| طوكيو 2020 | الميدالية الفضية | 9                  | 6   | 3     |
| المجموع    | 1/1              | 9                  | 6   | 3     |